# Choo Choo SHITAIN
「Choo Choo SHITAIN 」（チュー チュー シタイン）は、JINTAKAの1枚目のシングル。2016年9月21日にGo Good Recordsから発売。
初回限定盤 (GOGOOD-017),通常盤 (GOGOOD-018)の二形態がある。

## CD

### 収録曲
1. Choo Choo SHITAIN
作詞 : Jin Akanishi, Takayuki Yamada 作曲 : Jin Akanishi
2. Choo Choo SHITAIN（Instrumental）

## DVD
1. Choo Choo SHITAIN（Music Video）
2. Choo Choo SHITAIN（Behind The Scene）
3. Choo Choo SHITAIN（Spin Off Version）※初回限定版のみ